# باشگاه فوتبال دپورتیوو یونیورسیتاریو
باشگاه دپورتیوو یونیورسیتاریو (سابقاً چوریلو) یک تیم فوتبال پانامایی است که در لیگ فوتبال پاناما، بالاترین سطح فوتبال در پاناما بازی می‌کند.
این تیم در پنونومه، استان کوکله مستقر است و اولین تیم پانامایی است که در یک ورزشگاه خصوصی بازی می‌کند.

## افتخارات
- لیگ فوتبال پاناما
  - ۳ قهرمانی
  - ۲ نایب قهرمانی
- دسته اول پاناما
  - ۱ قهرمانی
  - ۱ نایب قهرمانی